# Taieb Fassi-Fihri
Taieb Fassi-Fihri (Casablanca, 9 de abril de 1958) es un político marroquí, Ministro de Asuntos Exteriores y Cooperación y consejero de Rey Mohammed VI de Marruecos desde 2012.  Ha servido en todos los gobiernos sucesivos desde 1993 hasta 2012, como Secretario de Estado y luego como Ministro de Asuntos Exteriores.
Estudió Ingeniería de Aplicaciones Estadísticas en el Instituto Nacional de la Estadística y Economía Aplicada de Rabat. En 1981 se diplomó en economía pública en La Sorbona, París, doctorándose en 1984 en Análisis y Política Económica por el Institut d'Etudes Politiques de París de Francia.

## Vida personal
El hermano de Fassi Fihri, Ali Fassi Fihri, era el presidente de la Federación de Fútbol de Marruecos y director general de la Compañía Nacional de Electricidad y Agua. Taieb Fassi Fihri es también primo del ex primer ministro Abás el Fasi. 
Taieb Fassi Fihri está casado con la pintora Fathiya Tahiri. Su hijo, Brahim Fassi Fihri, es fundador y presidente del centro de estudios Amadeus Institute. 